# Alexander Zahlbruckner
Alexander Zahlbruckner  (ur. 31 maja 1860 w Svätym Jurze, zm. 8 maja 1938 w Wiedniu) – austriacki lichenolog.

## Życiorys
W latach 1878–1883 studiował na Uniwersytecie Wiedeńskim, gdzie jego nauczycielami byli Anton Kerner von Marilaun i Julius Wiesner. Następnie pełnił funkcję pomocnika Günthera Becka von Mannagetta i Lerchenau w Muzeum Historii Naturalnej w Wiedniu. W 1897 r. został tu asystentem kuratora, w 1889 r. kuratorem, a w 1912 głównym kuratorem. Od 1918 r. do przejścia na emeryturę w 1922 r. był dyrektorem działu botaniki w muzeum. Na emeryturze kontynuował studia w dziedzinie lichenologii. W 1905 roku został sekretarzem generalnym Międzynarodowego Kongresu Botanicznego, który odbył się w Wiedniu.

## Praca naukowa
Opublikował Catalogus lichenum universalis, zawierający wszystkie znane wówczas gatunki porostów. Było to 10-tomowe dzieło wydawane w latach 1922–1940. Opublikował także prace regionalne o porostach w Afryce Środkowej, Ameryce Południowej, Chinach, na Wyspie Wielkanocnej, na wyspach Juan Fernández, Dalmacji, Formozie, Japonii, Jawie i Samoa.
Opisał nowe gatunki porostów. Przy nazwach naukowych utworzonych przez niego taksonów dodawany jest cytat Zahlbr.